# The Gerogerigegege
The Gerogerigegege (яп. ザ・ゲロゲリゲゲゲ/za ɡeɺo ɡeɺi ɡeɡeɡe/ Дза Гэрогэригэгэгэ) — музыкальный проект Дзюнтаро Яманоти, созданный в 1985 году в Синдзюку, Токио. Несмотря на то, что чаще всего The Gerogerigegege относится к японойзу, среди творчества Яманоти можно отметить не только нойз, но и рок (Sexual Behaviour in the Human Male, More Shit EP), эмбиент (None Friendly, Early Dream Exit) и конкретную музыку (Life Documents, Hotel Ultra).

## Название
Название проекта — сочетание глагола ゲロ (гэро, «тошнить»), существительного 下痢 (гэри, «понос»), и трёхкратного повтора слога ゲ, что, возможно, означает звук поноса и рвоты, происходящих одновременно. Иногда название группы Дзюнтаро переводил как «Japanese Ultra Shit Band» (японская сверхдерьмовая группа).

## История
Проект основал Дзюнтаро Яманоти в 1985 году в одном из гей-БДСМ-клубов Синдзюку, где он познакомился с 47-летним эксгибиционистом Тэцуя Эндо. Их выступления объединяли в себе сексуальный разврат садомазохистского уклона, урофагию и копрофагию, а тексты песен затрагивали темы эротики, безумия и отчуждения личности в обществе. Первоначально The Gerogerigegege выступали только там. В октябре 1986 года группа вышла из подполья и стала выступать в клубах менее экстремальной направленности, к 1995 году дав около 50 собственных концертов.
Почти одновременно с Gerogerigegege Яманоти создал свой музыкальный лейбл Vis A Vis Audio Arts, на котором позже были изданы альбомы ещё нескольких нойз-коллективов: K2, Mauthausen Orchestra, S.B.O.T.H.I, Ramleh и The Haters.
В 1988 году реклама презентации пластинки Ai-Jin («Любовник») на острове Эносима была размещена во многих музыкальных журналах. Сама презентация, как оказалось, состояла из публичного сожжения 2000 копий «Любовника» и мастурбации Эндо.
Дискография The Gerogerigegege состоит более чем из 40 альбомов, не считая концептуальные. Проект наиболее известен по своему альбому 1990 года «Tokyo Anal Dynamite» (с англ. — «Токийский анальный динамит»), тираж которого (3000 экземпляров) был распродан к 1992 году. «Динамит» состоит из 75 песен, все которые начинаются с крика «One! Two! Three! Four!» (с англ. — «Один! Два! Три! Четыре!») (идея такого крика была позаимствована у Ramones), следующим за ужасной смесью воплей, искажённых гитар и хаотичной игры на барабанах, длящейся всего несколько секунд.
Группа также известна по своим немузыкальным альбомам Showa (с англ. — «Сёва»), который состоял из записи японского гимна и аудиовырезки из порнофильма, Night EP (с англ. — «Ночь»), который состоял из записи дефекации после отсчёта «Раз! Два! Три! Четыре!», и «Art is Over» (с англ. — «Искусству конец»), который состоял из щупальца осьминога, приклеенного к внутренней стороне кассетной коробки.
Одним из ранних релизов коллектива является «Shaking Box Music (You Are Noisemaker)» (с англ. — «Трясущаяся музыкальная коробка (Ты — шумовик)»), изданный в 1985 году, который являлся шуточным: 100 пустых кассет в стальной коробке, которую нужно трясти, создавая этим шум.
После записи альбома Saturday Night Big Cock Salaryman и интервью французскому журналу LIFE WITHOUT SEX (с англ. — «Жизнь без секса») Дзюнтаро исчез. Тэцуя, вероятно, продолжает оставаться в госпитале, где он был, по словам Дзюнтаро в 2001 году, «уже давно».
20 апреля 2016 года, после пятнадцатилетнего перерыва, вышел новый альбом — «Moenai Hai».

## Состав
- Дзюнтаро Яманоти (山之内純太郎) — шум, вокал
- Тэцуя Эндо (GERO 30, или же GERO 56[2]) — эксгибиционизм на выступлениях

### Сессионные музыканты
- Тосинори Фукуда — ударные
- Фумиёси Судзуки — гитара, бас
- Хиронао Комаки — гитара
- Сёбу Сайто — гитарный шум на «Saturday Night Big Cock Salaryman»

## Дискография

### Полноформатные альбомы
| - THE GERO-P — Studio and Live («GERO-P — В студии и вживую») — 1985 - Senzuri Champion («Чемпион мастурбации») — 1987 - 昭和 («Сёва») — 1988 - Tokyo Anal Dynamite («Токийский анальный динамит») — 1990 - Live Greatest Hits («Лучшие хиты вживую») — 1991 - Senzuri Power Up («Мастурбационный прорыв») — 1991 - 45RPM Performance («Выступление на 45 оборотах в минуту») — 1992 - Hotel Ultra («Отель Ультра») — 1993 - Nothing to Hear, Nothing to… 1985 («Нечего слышать, нечего… 1985 г.») — 1993 | - Endless Humiliation («Бесконечное унижение») — 1994 - Instruments Disorder («Инструментальный беспорядок») — 1994 - SINGLES 1985—1993 («Синглы 1985—1993») — 1994 - Mort Douce Live («Нежная смерть вживую») — 1996 - Recollections of Primary Masturbation («Воспоминания о первой мастурбации») — 1998 - Hell Driver («Адский водитель») — 1999 - None Friendly («Совсем не дружелюбный») — 1999 - RRRecycled Music («ПППереработанная музыка») — ~1999 - Saturday Night Big Cock Salaryman («Субботним вечером: служащий с большим членом») — 2001 - 燃えない灰 (Moenai Hai) — 2016 |

### Мини-альбомы и синглы
| - Sexual Behavior in the Human Male EP («Сексуальные повадки человека мужского пола») — 1988 - All My Best, with Love Juntaro («Всё лучшее, с любовью, Дзюнтаро») — ~1990 - William Bennett Is My Dick («Уильям Беннетт — мой хуй») — ~1990 - No Sound («Без звука») — ~1990 - More Shit E.P. («Больше говна») — 1992 - SENZURI MONKEY METAL ACTION («Мастурбация металлических обезьян») — 1992 - 北の丸百景 (Виды на Китаномару) — 1993 - Night («Ночь») — 1993 - Yellow Trash Bazooka EP («Жёлтая отстойная базука») — 1993 - Mother Fellatio EP («Минет матери») — 1993 - Life Documents («Документы о жизни») — 1994 - Senzuri Fight Back («Мастурбация даёт отпор») — 1994 | - ALL YOU NEED IS AUDIO SHOCK («Всё, что тебе нужно — звуковой шок») — 1995 - Veel Plezier met de Gerogerigegege! («Удачи с Gerogerigegege!») — 1995 - WRECK OF ROCK’N’ROLL FORMER SELF («Остатки рок’н’ролльного меня») — 1995 - Gay Sex Can Be Aids («Гей-секс может закончиться СПИДом») (сплит с Origami Erotika) — 1996 - Seven Inches of Meat («Семь дюймов мяса») (сплит с Origami Erotika) — 1996 - «Ramones» (сплит с Bastard Noise) — 1996 - 靖國神社 (Храм Ясукуни) — 1996 - ETERNAL ENERGY («Вечная энергия») (сплит с Pyosalpinx) — 1997 - HGI — ~1998 - Early Dream Exit («Ранний выход изо сна») — 2000 - Live in USA («Вживую в США») (сплит с Crowd Surfers Must Die) — 2001 |

## Отзывы
Сергей Курёхин лестно отзывался о The Gerogerigegege в своём интервью с Дмитрием Стрижовым.